# Jacques Vandewattyne
Jacques Vandewattyne alias Watkyne, né le 26 juin 1932 à Ellezelles (Belgique) et mort le 24 juin 1999 à Bruxelles, est un peintre, sculpteur, écrivain et dessinateur belge, à l’origine du Folk-Art. Il a notamment réalisé de multiples sculptures pour le Sentier de l’Étrange, un parcours balisé en plein cœur du Pays des Collines et fondé le Sabbat des Sorcières d'Ellezelles.

## Biographie

### Jeunesse et début de parcours
Jacques Vandewattyne est né le 26 juin 1932 à Ellezelles, un village situé en Wallonie Picarde en Belgique. Fils de Marcel et Omérie Wattier, il a passé sa scolarité à l’école moyenne de Flobecq (Belgique) où, avec quelques amis, il a été illustrateur d’un petit journal, « Le Lys Rouge », puis à l’école normale de Nivelles (Belgique). 
Il a fait carrière dans l’enseignement d’abord en tant qu’instituteur (1952), ensuite comme professeur d’art plastique (1968) après avoir reçu le diplôme du Jury Central d’art plastique. Il a notamment enseigné à l’athénée d’Anvaing.  En parallèle, il laisse libre cours à son imagination en créant des œuvres de tout type, utilisant les matériaux les plus divers. Il s’exprime dans toutes les disciplines de l’art allant de la sculpture à la peinture en passant par la céramique, la gravure, le dessin, etc. Ses influences sont nombreuses, et comptent notamment Goya, Picasso, Van Gogh ou encore Chagall. 
Il commence à exposer ses œuvres en 1958, mais c’est en 1977 seulement qu’il lui sera permis d’exposer à Bruxelles.
Le surnom de Watkyne est apparu en pensant au sculpteur parisien Zadkine, et également pour un souci d’économie.

### Le Folk-Art
En 1974, Jacques Vandewattyne rédige le manifeste du Folk-Art, ligne directrice d’une très grande partie de son œuvre. Le Folk-Art est un mouvement destiné à mettre en valeur et à transmettre les traditions populaires et cela dans tous les domaines artistiques. Ce n’est pas une technique, mais une attitude artistique fortement teintée de régionalisme. Le folk-artiste puise son inspiration dans le bon peuple du Pays des Collines, il essaie de le décrire dans ses manifestations collectives et son environnement traditionnel. 
Selon l’artiste, cette forme d’art opère un retour aux sources, aux choses simples de la vie.  « L’homme doit garder ses racines, savoir d’où il est. Mettre sa région en valeur, la faire connaitre, en rendre ses concitoyens fiers. (...) » Jacques Vandewattyne a promené ce Folk-Art partout en Belgique et dans le nord de la France, au travers de diverses manifestations folkloriques telles le Sabbat des Sorcières ou le Sentier de l’Étrange. Il participe à sa manière à l’art de la rue en décorant deux murs : le premier, « De Zottenmuur » à Renaix en 1976, l’autre à Lessines (Belgique) en 1981, rappelant la richesse du folklore régional. Dans la même lignée, en 1987, il décore à Ellezelles une cabine électrique évoquant les festivités locales.

### LeSabbat des sorcières
En 1972, Jacques Vandewattyne sonde avec des élèves de l’Athénée royal d’Anvaing ce qu’il croit être un tumulus. La végétation sur le monticule étant complètement différente du reste de la prairie environnante, ils apprendront en se renseignant auprès des gens du village que cinq sorcières y auraient été brûlées en 1610. L’information se trouve confirmée par des archives. L’idée d’un Sabbat où l’on ferait danser des sorcières germe chez Watkyne et, après de multiples recherches, la première manifestation sur ce thème a lieu le 1er juillet 1972. Durant 20 années, la fête se déroule d’abord au centre du village et ensuite sur la butte mystérieuse. 
Le scénario du spectacle consiste en une danse des sorcières (jouées par des villageois Ellezellois) sur la butte, autour d’un grand feu activé par les diablotins. Elles racontent au diable ce qu’elles ont fait de mal pendant l’année écoulée. Le diable parle français, les sorcières s’expriment en picard et Sidonieke, sorcière flamande, vient de l’autre côté de la frontière linguistique en Belgique. C’est le seul endroit du pays où il est possible d’assister à un théâtre trilingue. Le diable encourage les sorcières à faire le mal, il leur fait goûter son philtre magique qui les rendra plus méchantes encore. Mais les villageois, mécontents que des sorcières tiennent sabbat dans leur hameau, font irruption et capturent l’une d’entre elles. Elle est finalement brûlée et les spectateurs dansent autour de celle-ci qui pousse un dernier cri de douleur. Plus tard, Jacques Vandewattyne aura mauvaise conscience quant à la mise à mort des sorcières. Il décide de ne plus les brûler et de procéder à leur réhabilitation. On brûlera désormais la bêtise humaine. 
Malgré l’absence de sonorisation et d’éclairage dans les premières années de son existence, excepté le feu, ce Sabbat des Sorcières rencontre un franc succès dans la région.
Repris en 1996 par Christian Pieman et Vincent Decoutterre, le Sabbat a trouvé un nouveau souffle en devenant un vrai spectacle son et lumières, mêlant tableaux visuels et contés. Il se clôture chaque année par un grand feu d'artifice symbolisant la victoire du bien sur le mal.
Dès 2014, le Sabbat est transféré sur un nouveau site, au hameau Camp et Haie.

### Le Sentier de l’Étrange
Jacques Vandewattyne rêve longtemps d’un « sentier artistique, folkloriquement étrange » en pleine nature tout au long duquel seraient placées des statues. Ce projet devient réalité, et le Sentier de l’Étrange est opérationnel en 1984. Son départ se trouve au centre d’Ellezelles. 
Avec ses multiples sculptures et gravures, le Sentier de l’Étrange est l’un des éléments les plus attractifs du secteur du tourisme en Hainaut occidental. Des milliers de promeneurs empruntent ce chemin chaque année. L’imaginaire de Jacques Vandewattyne n’est pas resté figé depuis son décès, puisqu’il arrive que le Sentier de l’Étrange soit encore nourri par l’installation d’œuvres nouvelles d’artistes différents qui s’insèrent dans la vision du « folk-art » proposé par Watkyne.

### Les Amis de Watkyne
Créée en 1997, Les Amis de Watkyne est une ASBL qui unit tous ses membres au sein d’une même passion pour l’œuvre de Jacques Vandewattyne, et a pour objectif la préservation et la promotion des différentes facettes de celle-ci. Comptant près de 150 membres, Les Amis de Watkyne ont à leur actif de nombreuses activités: expositions, conférences, publications, stages pour enfants… Ils éditent également un périodique.

### Actualités
Alors que des expositions consacrées à Jacques Vandewattyne voient le jour ces dernières années dans le Pays des Collines, un musée pourrait lui être consacré à Ellezelles dans les années qui viennent. 
Une rue de la ville de Renaix a été rebaptisée rue Watkyne (Watkynestraat).